# Globigerínids
Els globigerínids (Globigerinida) és un ordre de foraminífers tradicionalment considerat subordre Globigerinina de l'ordre Foraminiferida. És un grup comú de foraminífers que forma part del plàncton marí (els altres grups de foraminífers són primàriament bentònics). Inclou més de 100 gèneres i unes 600 espècies, de les quals més de 500 espècies estan extintes.
Un dels gèneres més coneguts és Globigerina, però també destaquen entre d'altres Globorotalia, Orbulina, Hastigerina, Morozovella, Hantkenina, Catapsydrax, Turborotalia, Heterohelix, Hedbergella, Marginotruncana i Globotruncana. El seu rang cronoestratigràfic abasta des del Juràssic fins a l'actualitat.

## Descripció
Els globigerínids inclou foraminífers planctònics amb testa calcària hialina, generalment trocoespiralada, per bé que també hi ha força espècies planiespiralades i biseriades, i algunes triseriades, multiseriades i estreptoespiralades.

## Discussió
Classificacions posteriors han dividit Globigerinida en dos ordres: ordre Globigerinida s.s. i ordre Heterohelicida, el qual inclou la superfamilia Heterohelicoidea.

## Classificació
Gobligerinida inclou a les següents superfamílies:
- Superfamília Heterohelicoidea
- Superfamília Planomalinoidea
- Superfamília Rotaliporoidea
- Superfamília Globotruncanoidea
- Superfamília Globorotalioidea
- Superfamília Hantkeninoidea
- Superfamília Globigerinoidea

També han estat considerades les següents superfamílies:
- Superfamília Favuselloidea
- Superfamília Globigerinitoidea
- Superfamília Eoglobigerinoidea
- Superfamília Globoconusoidea
- Superfamília Truncorotaloidinoidea